# Effet hydrophobe

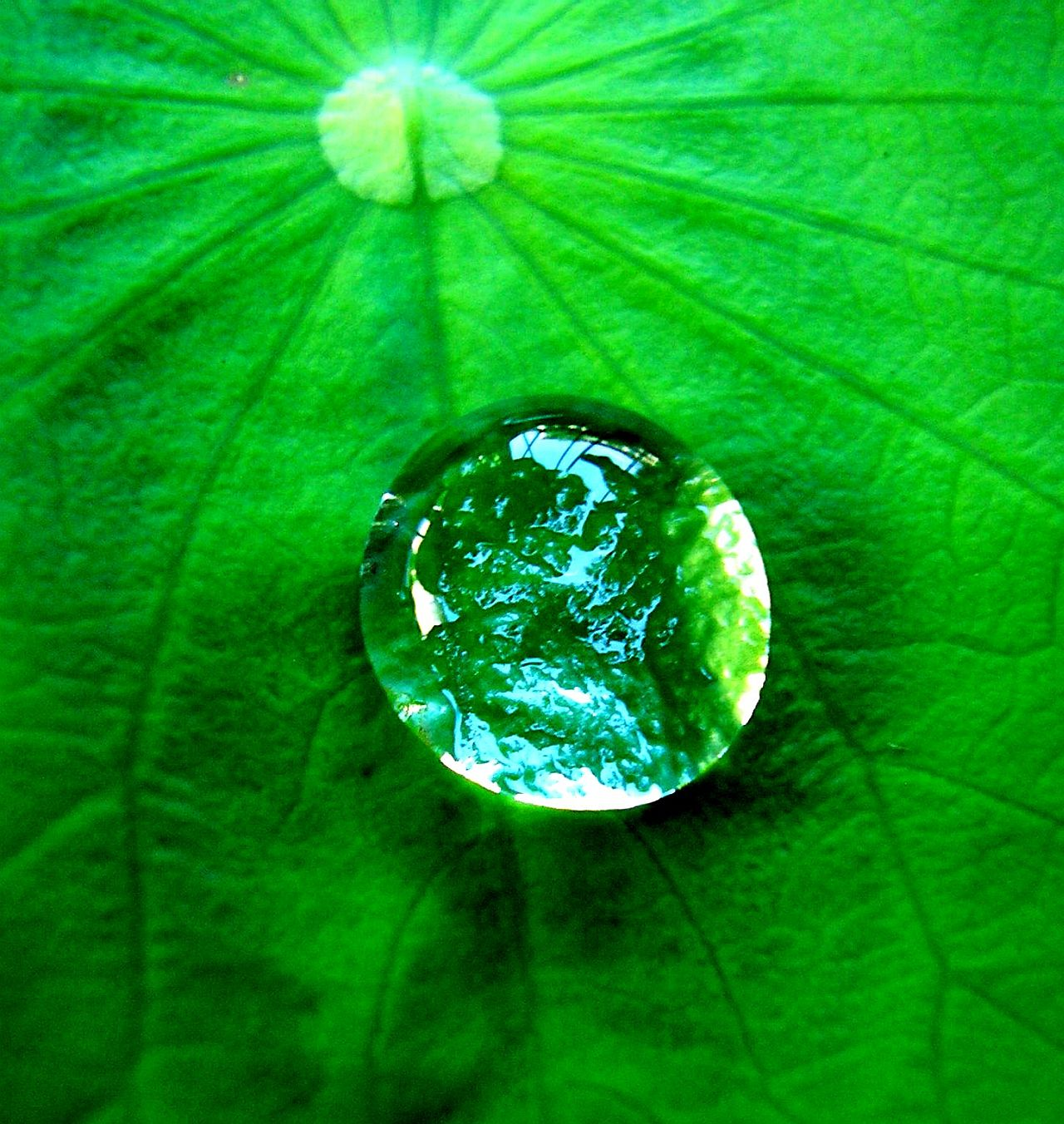
Une goutte d'eau forme une forme sphérique, minimisant le contact avec la feuille hydrophobe.

L'effet hydrophobe est la tendance observée des substances non polaires à s'agréger dans une solution aqueuse et à exclure les molécules d'eau,. Le mot « hydrophobe » signifie littéralement « craignant l'eau », et il décrit la ségrégation de l'eau et des substances non polaires, ce qui maximise la liaison hydrogène entre les molécules d'eau et minimise la zone de contact entre l'eau et les molécules non polaires. En termes de thermo- dynamique, l'effet hydrophobe est le changement d'énergie libre de l'eau entourant un soluté. Un changement d'énergie libre positive du solvant environnant (l'eau) indique l'hydrophobie du soluté, tandis qu'un changement d'énergie libre négatif implique son hydrophilie.
L'effet hydrophobe est responsable de la séparation d'un mélange d'huile et d'eau en ses deux composants. Il est également responsable des effets liés à la biologie, notamment: la formation de la membrane cellulaire et des vésicules, le repliement des protéines, l'insertion de protéines membranaires dans l'environnement lipidique non polaire et les associations protéines-petites molécules. Par conséquent, l'effet hydrophobe est essentiel à la vie,,,. Les substances pour lesquelles cet effet est observé sont appelées « hydrophobes ».

## Amphiphiles
Les amphiphiles sont des molécules qui ont à la fois des domaines hydrophobes et hydrophiles. Les détergents sont composés d'amphiphiles qui permettent de solubiliser les molécules hydrophobes dans l'eau en formant des micelles et des bicouches (comme dans les bulles de savon). Ils sont également importants pour les membranes cellulaires composées de phospholipides amphiphiles qui empêchent l'environnement aqueux interne d'une cellule de se mélanger à l'eau externe.

## Pliage des macromolécules
Dans le cas du repliement des protéines, l'effet hydrophobe est important pour comprendre la structure des protéines qui ont des acides aminés hydrophobes (tels que la glycine, l'alanine, la valine, la leucine, l'isoleucine, la phénylalanine, le tryptophane et la méthionine) regroupés dans la protéine. Les structures de protéines solubles dans l'eau ont un noyau hydrophobe dans lequel les chaînes latérales sont enfouies dans l'eau, ce qui stabilise l'état replié. Les chaînes latérales chargées et polaires sont situées sur la surface exposée au solvant où elles interagissent avec les molécules d'eau environnantes. Minimiser le nombre de chaînes latérales hydrophobes exposées à l'eau est la principale force motrice derrière le processus de repliement,,, bien que la formation de liaisons hydrogène dans la protéine stabilise également la structure de la protéine,.
On a déterminé que l'énergie d'assemblage de la structure tertiaire de l'ADN était motivée par l'effet hydrophobe, en plus de l'appariement de bases Watson-Crick, qui est responsable de la sélectivité des séquences, et des interactions d'empilement entre les bases aromatiques,.

## Purification des protéines
En biochimie, l'effet hydrophobe peut être utilisé pour séparer des mélanges de protéines en fonction de leur hydrophobicité. La chromatographie sur colonne avec une phase stationnaire hydrophobe telle que la phényl -sépharose fera voyager plus de protéines hydrophobes plus lentement, tandis que les moins hydrophobes élueront de la colonne plus tôt. Pour obtenir une meilleure séparation, un sel peut être ajouté (des concentrations plus élevées de sel augmentent l'effet hydrophobe) et sa concentration diminue à mesure que la séparation progresse.

## Cause

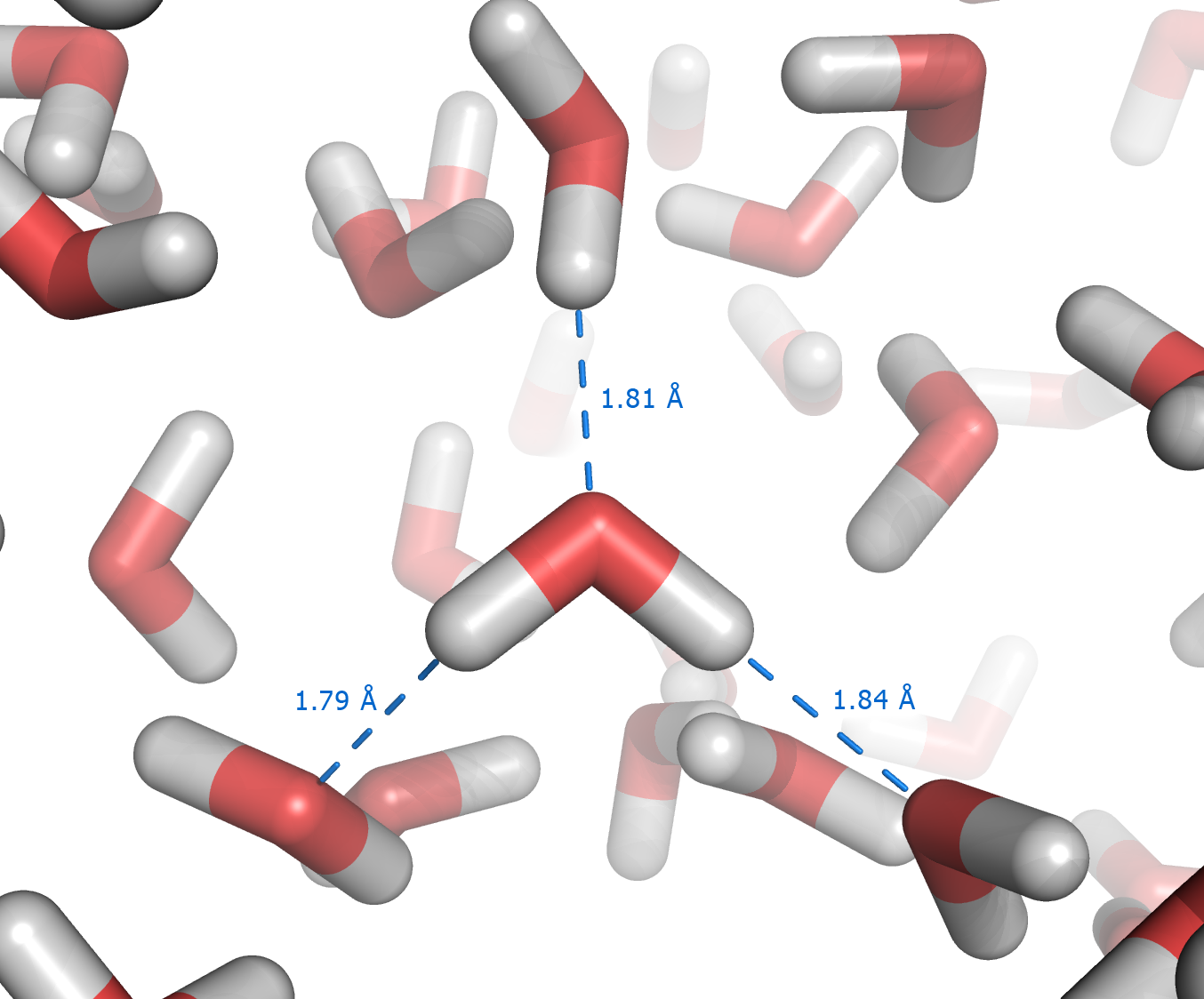
Liaisons hydrogène dynamiques entre les molécules d'eau liquide.

L'origine de l'effet hydrophobe n'est pas entièrement comprise. Certains soutiennent que l'effet hydrophobe est principalement un effet entropique provenant de la perturbation des liaisons hydrogène hautement dynamiques entre les molécules d'eau liquide par le soluté non polaire. Une chaîne hydrocarbonée ou une région non polaire similaire d'une grosse molécule est incapable de former des liaisons hydrogène avec l'eau. L'introduction d'une telle surface de liaison sans hydrogène dans l'eau provoque une perturbation du réseau de liaisons hydrogène entre les molécules d'eau. Les liaisons hydrogène sont réorientées tangentiellement à une telle surface pour minimiser la perturbation du réseau 3D lié à l'hydrogène de molécules d'eau, ce qui conduit à une « cage » d'eau structurée autour de la surface non polaire. Les molécules d'eau qui forment la « cage » (ou clathrate) ont une mobilité restreinte. Dans la coquille de solvatation de petites particules non polaires, la restriction s'élève à environ 10 %. Par exemple, dans le cas du xénon dissous à température ambiante, une restriction de mobilité de 30 % a été trouvée. Dans le cas de molécules non polaires plus grosses, le mouvement de réorientation et de translation des molécules d'eau dans la coquille de solvatation peut être limité par un facteur de deux à quatre ; donc à 25 °C, le temps de corrélation de réorientation de l'eau augmente de 2 à 4-8 picosecondes. Généralement, cela conduit à des pertes significatives d'entropie translationnelle et rotationnelle des molécules d'eau et rend le processus défavorable en termes d'énergie libre dans le système. En s'agrégeant, les molécules non polaires réduisent la surface exposée à l'eau et minimisent leur effet perturbateur.
L'effet hydrophobe peut être quantifié en mesurant les coefficients de partage des molécules non polaires entre l'eau et les solvants non polaires. Les coefficients de partage peuvent être transformés en énergie libre de transfert qui comprend des composantes enthalpiques et entropiques, ΔG = ΔH – TΔS. Ces composants sont déterminés expérimentalement par calorimétrie. On a trouvé que l'effet hydrophobe était entraîné par l'entropie à température ambiante en raison de la mobilité réduite des molécules d'eau dans la couche de solvatation du soluté non polaire; cependant, la composante enthalpique de l'énergie de transfert s'est avérée favorable, ce qui signifie qu'elle a renforcé les liaisons hydrogène eau-eau dans la coquille de solvatation en raison de la mobilité réduite des molécules d'eau. À la température plus élevée, lorsque les molécules d'eau deviennent plus mobiles, ce gain d'énergie diminue avec la composante entropique. L'effet hydrophobe dépend de la température, ce qui conduit à une « dénaturation à froid » des protéines.
L'effet hydrophobe peut être calculé en comparant l'énergie libre de solvatation à l'eau en vrac. De cette manière, l'effet hydrophobe peut non seulement être localisé mais également décomposé en contributions enthalpiques et entropiques.

## Voir également
- Hydrophobie / Hydrophilie
- Effet hydrophobe / Effet hydrophile
- Surface superhydrophobe / Surface superhydrophile
- Force entropique
- Tension interfaciale